# 劉臣良
刘臣良（1838年—1878年），原名会良，号文山，廪生咸丰己未科举人，同治辛未科进士，工部主事营缮司行走，五品卿衔，诰授朝议大夫。
刘臣良祖籍江西永新二都大社浪湖（今永新县怀忠镇新居村）。其祖父刘兆熙为浪湖四房蘭生公位下三十二世孙, 生家樑，家乐，家杰，家楚，家柱，家琛六子。其父刘家杰寄籍贵州贵阳府，清道光丁酉拔贡本科举人，清咸丰癸丑大桃一等分发河南知县，亲老改近云南补授浪穹县知县，历署南关水利同知，宣威州罗平州知州。其叔父刘家琛，字恩伯，寄籍贵州，庠名斌增生，军功保举花翎同知衔，特授绛县知县，父调署岳阳县知县, 其子劉韞良，号丽山，清同治丁卯科举人，与堂兄刘臣良同录辛未科进士。其长兄刘庆良之子刘敬德，清同治己巳补行辛酉壬戌己末科举人。二哥刘登良，郡庠生，赏戴花翎，特用直隶州知州，山东侯补知县，登良之子祖恩，邑庠生，补授广西兴安县知县。其子刘炜，清光绪庚子辛丑恩正两科举人，五品衔，长芦候补盐课大使，拣选知县。炜次子克昌，邑庠生，清光绪癸卯恩科举人，丁未钦点法部主事京师法律学堂毕业，任中华民国司法部僉事。